# 斯波義銀
斯波 義銀（しば よしかね）は、戦国時代から安土桃山時代にかけての武将。本姓は源氏。斯波氏（武衛家）15代（最後）当主。
尾張守護・斯波義統の嫡男。祖父・義達の猶子または養子となって家督を継いだとする説もある。弟に毛利秀頼（異説あり）、蜂屋謙入（異説あり）、津川義冬。幼名は岩竜丸。
織田信長に服属後は、尾張守護であった斯波氏を称することを憚り、津川 義近（つがわ よしちか）と改めた（実弟の津川義冬も同様）。入道して三松軒と号した。斯波義康（長男、大蔵）、津川近利（次男）、津川辰珍（三男）、津川近治（四男、別名：親行）、女子（長女、信長の甥である織田信重妻）など4男2女がいる。

## 出自
尾張守護。斯波氏の宗家の当主は代々左兵衛督または左兵衛佐に任ぜられ、そのため兵衛府の唐名である武衛家と称されており、義銀は義統が守護に在職している時期は若武衛、義統死後は武衛と称された。

## 生涯

### 尾張守護

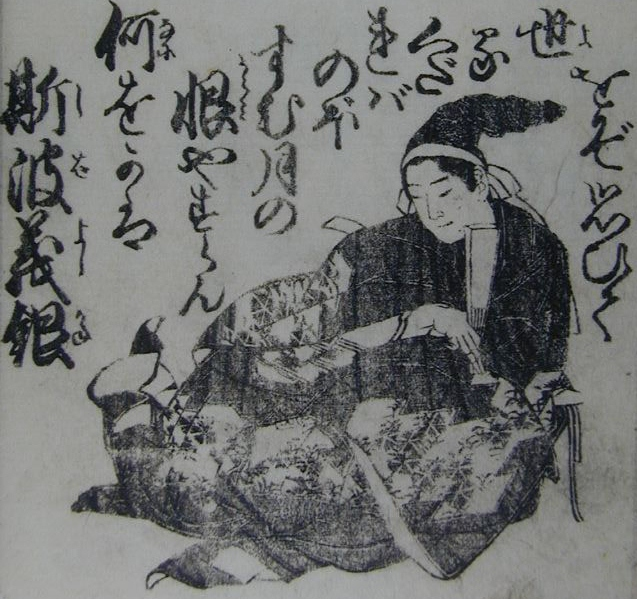
斯波義銀肖像（『義烈百人一首』より ）

父の義統は、尾張守護ではあったが実権がなく、尾張下四郡を支配する守護代・織田信友（彦五郎達勝）の傀儡となっていたが、天文23年（1554年）に義銀が手勢を率いて川狩りに出かけている隙を衝かれて、信友とその家臣で尾張小守護代の坂井大膳によって殺害されてしまった。これを知った義銀は、斯波氏と良好な関係を維持していた織田信長の元へ落ち延び、信長に信友を討たせた。以後、義銀は信長の庇護下に入る。
やがて義銀は、信長によって形式的な尾張国守護に奉じられ、三河国の吉良氏・駿河国の今川氏など、足利氏一門の守護同士の盟約を図ることとなった。
この同盟の締結時に、義銀は石橋忠義（『清須合戦記』では石橋義忠とも）の戸田館において吉良義昭と対面したが、互いに足利一門最高の格式を誇る家柄同士であったことから席次を巡って争った。この時のことについて、『信長公記』によれば、同盟締結のため、斯波・吉良両氏の軍勢が約束の地として定めた上野原に到着し、互いに一町ほどの距離を置いてものものしく人数を立て備えたという。参会の場では両勢の一方には吉良義昭が、その一方には義銀がそれぞれ陣前に床几を据えていたというが、両人ともに一歩も動かなかったという。実は対面の席次のことで争いがあり、双方とも譲らなかったため、対面は相互に十歩程度前へ出て顔を合わせただけで、格別の挨拶の品もなく終了したという。永禄3年（1560年）には上洛しており、その後芥川山城で三好長慶と面会している。

### 追放
しかし、当初は吉良氏と席次を争っていた義銀も、斯波氏の権勢を取り戻そうと吉良氏と結んで信長の追放を画策するようになった。義銀は足利御一門の石橋忠義、吉良義昭、今川氏、尾張の河内地方（海西郡）の国人・服部友貞と通じ、今川の軍勢を海上から引き入れようとしたのである。
しかし、この密議は信長に知られるところとなり、義銀は尾張を追放され、大名としての斯波武衛家は滅びた。のちに上洛した信長により、将軍・足利義輝によって使用されていた武衛家の京屋敷である武衛陣は、改めて将軍・足利義昭の居城・二条御所として利用された。

### 後半生
その後は同じ三職家（三管領家）の一つであった河内国の畠山高政の庇護の下に入り、一説にはそこでキリシタンになったとも言われるが、恐らくこれは同じく尾張を追放され松永久秀の庇護下に入ってキリスト教に入信した石橋忠義（洗礼名サンチョ）の経歴と混同したものと思われる。のちに信長と和解し、その際に名を津川義近と改めた。信長との和解により尾張へ帰国することが叶ったと思われ、元亀2年（1571年）には尾張守護であった祖父義敦（義達）の三回忌の法事を営んでいる。また娘の一人を信長の弟・織田信包の長男に嫁がせるなど織田家との縁を深めていき、織田政権下でも織田家親族中の貴種として遇された。
本能寺の変の後は、弟の津川義冬（雄光）が信長の子の織田信雄の家老となっていたため、そのもとに義近もいたようで、義冬が信雄に殺害された後、小牧・長久手の戦いにおいてはその居城であった松ヶ島城を守ったが、木造長政・滝川雄利に攻められて蜂屋謙入とともに羽柴秀吉に降伏しその臣下となり、蒲生氏郷の麾下として戦った。
秀吉政権の下では足利義昭や山名豊国とともに御伽衆となり、天正13年（1585年）には公家成（朝廷において公家としての待遇を受ける権利）が認められた。こうした大名並みの待遇が許された背景には、秀吉が主君・信長の子である信雄・信孝兄弟と戦ったことに対する批判に対して、信長が追放した旧尾張守護を庇護することでその正当化を図ったとみられている。当初は外交面で活躍し、東北に分家（大崎氏・最上氏など）が点在する斯波宗家の当主として伊達政宗など東国大名との折衝にあたった。しかし、小田原征伐で降った北条氏直の赦免を秀吉に嘆願した行為が増長であるとして、秀吉の怒りを買い失脚した（結果的に氏直の切腹は免れた）。のちに赦免されたものの、その後は政治的な影響力を回復することはなかった。また、晩年には徳川家康・秀忠父子と親しかったことを示す書状が残されている。
天正17年（1589年）3月には聚楽第で発生した落書き事件に細川昭元・尾藤知宣と共に巻き込まれて一時捕縛されることとなった。ただし、木下聡はこの事件で捕らえられたのは義近ではなく、弟の蜂屋謙入であったとする（謙入はこの前後に追放された形跡があるものの、義近は引き続き秀吉に仕えているため。また、謙入の養父とみられる蜂屋頼隆がこの事件直後に病死したため、謙入への相続が認められず蜂屋氏は改易されたとしている）。
慶長5年（1600年）死去。法名は衛陽院殿龐山蘊公大居士。万治元年（1658年）当時は妙心寺大嶺院に位牌及び臂鷹（鷹狩）の画像があったという。現在は同寺大龍院の所蔵となっている。

## 逸話
没落後も足利一門中の第一の家門の当主として知られており、天正年間に徳川家康が山名豊国（禅高）を供に義銀の屋敷を訪れた際、禅高の義銀への応対があまりにも慇懃過ぎるほどであったらしく、後に禅高は家康より「義銀は管領の家の生まれと言えども足利の分家に過ぎない。お前（禅高）は新田家の嫡流にして、そう遠くない昔までは数ヶ国を治める太守であったではないか。何故、足利の分家に（新田のお前が）そのように卑屈になるのだ」と苦言を呈されている（家康は新田氏の分家だと自称していた）。ただし、近年では、家康は自身を含めた新田一族を足利の分家に位置づけていたとする研究もあるため、この逸話の真偽は不明である。

## 子孫
- 長男の義康は初め大蔵を称したと考えられ、後に羽柴姓を与えられて従五位下侍従に任官し、羽柴左衛門侍従を称したといわれる（法名は法性院殿覚山元了大居士）。
- 次男・津川近利は徳川家康、秀忠に仕え、幕臣となった。
- 三男・津川辰珍[注釈 8]は細川氏に仕え、豊前国小倉藩士となり、細川氏の熊本藩転封に従った。『妙解院殿忠利公御代於豊前小倉　御侍帳並び軽率末々共に』に、「千二百五十石　源　津川四郎右衛門」と「五百石　源　津川数馬」が見られる。両者の子孫は熊本藩士として続いた。
- 織田有楽斎の娘を妻とした末子の津川近治（親行とも）は豊臣秀頼に仕え大坂の陣で戦死した。
- 『武衛系図』には見られないが、加賀藩士人持組津田氏の祖で大聖寺城城代の津田義忠（津田正勝）は義銀の子という[注釈 2]。津田家は1万石の禄を食む加賀藩の家老職として代々続き、明治にいたって男爵を授けられ華族に列した。その際に姓を津田から斯波に復して政府に出仕した。

## 偏諱を与えた人物
斯波義銀 時代
- 斯波統銀（むねかね、叔父（父・義統の弟））

津川義近 時代
- 津川近利（次男）
- 津川近治（四男）